# Шмидт, Индржих
Индржих (Индра) Шмидт (чеш. Jindřich («Jindra») Schmidt; 24 июня 1897[…], Горжиневес, Австро-Венгрия или Račice nad Trotinou — 12 марта 1984[…], Прага[…]) — чешский художник, гравёр, автор рисунков ряда чехословацких банкнот и почтовых марок Чехословакии, Протектората Богемии и Моравии и некоторых других стран.

## Биография
Родился 24 июня 1897 года в деревне Рачице-над-Тротиной, где у его семьи была дача. Художественный талант унаследовал от отца — известного пражского ювелира. В четыре года остался круглой сиротой: отец погиб, участвуя в спасательной операции во время наводнения, вызванного подъёмом Влтавы; несколько позже умерла его мать. Воспитывался у родственников, в основном, у дяди.
Первые художественные склонности нашли выражение в акварельной живописи. По окончании школы он хотел поступить в пражскую Высшую школу прикладных искусств на отделение живописи, однако от этого его отговорил брат Леопольд, который уже учился там. Благодаря этому, в 1911 году поступил на обучение к Карелу Кубелке (Karel Kubelka) в один из последних пражских цехов ксилографии.
По окончании в 1914 году ремесленного обучения поступил в Высшую школу прикладных искусств, учился у профессора Арношта Хофбауэра. Кроме того, посещал частную школу художника Рудольфа Вахи (Rudolf Vácha; 1860—1939).
Сразу после окончания Высшей школы в 1917 году устроился на работу в качестве сотрудника типографии «Politika», где проработал до 1929 года. Здесь его интерес к гравюре на стали и меди ещё больше возрос, так как в типографии время от времени печатались банкноты созданной в 1918 году Чехословакии.

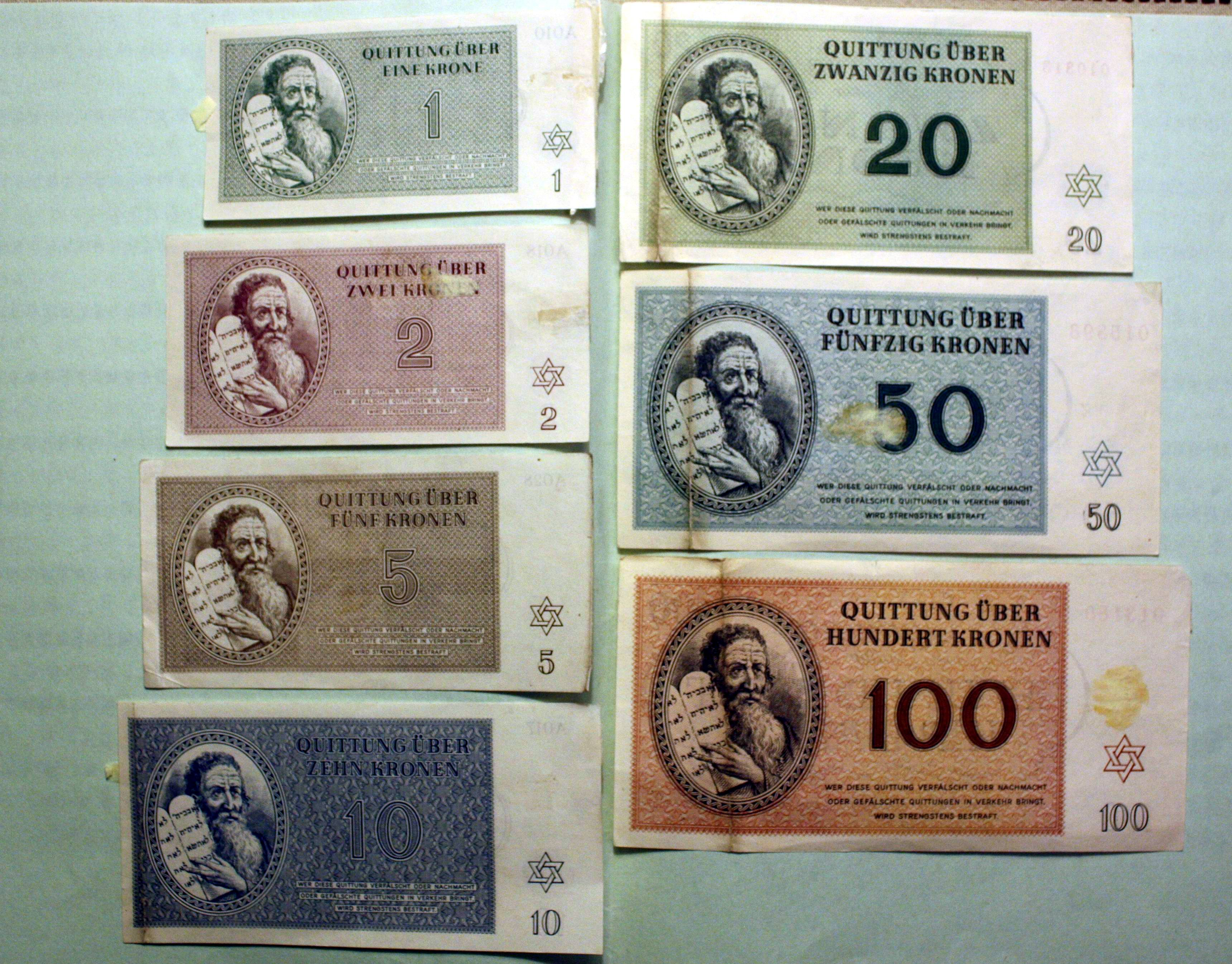
Банкноты Терезиенштадта (1943)

В 1929 году в Праге в здании Национального банка была создана государственная типография для печатания национальных банкнот Чехословакии. Шмидт устроился туда 7 сентября того же года на должность гравёра банкнот и заведующего отделом гравюры и гальванопластики. Целый ряд проектов банкнот подготовил тогда уже известный художник Макс Швабинский. Таким образом началось сотрудничество между двумя художниками, которое было чрезвычайно плодотворно вплоть до смерти Швабинского в 1962 году.
В 1942 году по заказу управления банка концентрационного лагеря Терезиенштадт работал над квитанциями об оплате, которые были введены там в качестве средства платежа с 12 мая 1943 года. Он гравировал голову Моисея, который указывал на доску с десятью заповедями. Проект банкнот был подготовлен пражским художником и писателем Петром Кином (1919—1944). Шмидт также гравировал банкноты Словакии по собственным проектам и проектам словацкого художника Штефана Беднара.
Был сотрудником государственной типографии до 1967 года. Одними из его главных задач во время службы в государственной типографии были всегда подготовка и обучение молодых кадров. Ещё в 1948 году под руководством Шмидта начали гравировать чехословацкие почтовые марки Ладислав Ирка и Ян Мрачек. В качестве частного преподавателя также обучал молодых художников профессии гравёра.

Нереализованный проект почтовой марки «Градчаны»

Умер 12 марта 1984 года в Праге.

## Создание почтовых марок
Один из самых плодовитых гравёров в области чехословацкой почтовой миниатюры, автор свыше 400 почтовых марок Чехословакии.
Первый эскиз почтовой марки создал в 1918 году — это был проект марки «Градчаны», исполненный в технике ксилографии совместно с другими сотрудниками типографии «Politika». Проекту не суждено было стать маркой, поскольку, по одной из версий, он был слишком поздно представлен в почтовое министерство, а по другой — слишком сильно напоминал «Градчаны» Альфонса Мухи.
Хотя в период между двумя мировыми войнами Шмидт занимался гравировкой банкнот, он не оставлял попыток по созданию почтовых марок. Так, например, он сделал несколько гравюр по рисункам профессора Йозефа Сейпки (Josef Sejpka), но в печать пошли гравюры, сделанные Ярославом Гольдшмидом.
Первая почтовая марка, которую гравировал Шмидт, появилась уже после оккупации Чехословакии Германией и была выпущена немецкой почтовой администрацией протектората Богемии и Моравии к 54-му дню рождения Адольфа Гитлера 20 апреля 1943 года. На миниатюре был изображён Гитлер, смотрящий из окна Пражского замка вниз на Прагу.

Только после окончания Второй мировой войны начал карьеру гравёра чехословацких почтовых марок. Первые марки Шмидта, изданные от имени Чехословакии, вышли 28 октября 1945 года. Это была серия из трёх миниатюр с портретами словацкого политика Милана Растислава Штефаника и чехословацких президентов Томаша Масарика и Эдварда Бенеша. Затем последовали другие марки, проекты которых были подготовлены гравёром ещё до войны. Среди них были репродукция картины Йозефа Манеса «Святой Георгий», которая предназначалась первоначально для банкнот Протектората Богемии и Моравии, а также портрет писателя Карела Гавличека-Боровского.
На большинстве послевоенных выпусков Чехословакии гравёр ставил подпись «Jindra S.». Это связано с тем, что в восстановленном после войны почтовом министерстве Чехословакии немецкая фамилия Шмидта подверглась критике. Тогда он решил приспособить подпись на марках к чешскому языку, поставив вместо фамилии своё сокращённое имя.

Последняя марка И. Шмидта. Чехословакия, 1982(Mi #2649)

В 1948 году вышла чехословацкая миниатюра, посвящённая 11-му слёту гимнастического общества «Сокол». Это была первая совместная марка Макса Швабинского и Индры Шмидта. Макс Швабинский создал более 70 эскизов марок, практически все из которых гравировал Шмидт.
В 1960-е годы оформление почтовых марок изменилось от одноцветных гравюр к многоцветным выпускам. Всё это выдвигало совершенно новые требования к гравёрам. Первопроходцем в этой области стал Шмидт, гравировавший в 1961 году серию марок «Бабочки» по эскизам Макса Швабинского.
После выхода в отставку в 1967 году в 70-летнем возрасте гравировал марки ещё на протяжении 15 лет в качестве внештатного сотрудника. Его последняя миниатюра вышла в свет в 1982 году, она была посвящена чемпионату мира по футболу в Испании.
Также гравировал марки для Болгарии, Эфиопии и Ирака.

## Память
Автопортрет Шмидта был помещён на чехословацкую миниатюру, посвящённую Дню почтовой марки, причём это была последняя почтовая марка Чехословакии, эмитированная 18 декабря 1992 года.